# Anchorage (Kentucky)
Anchorage es una ciudad ubicada en el condado de Jefferson en el estado estadounidense de Kentucky. En el año 2010 tenía una población de 2348 habitantes y una densidad poblacional de 297,22 personas por km².

## Geografía
Anchorage se encuentra ubicada en las coordenadas 38°15′55″N 85°32′15″O / 38.26528, -85.53750.

## Demografía
Según la Oficina del Censo en 2000 los ingresos medios por hogar en la localidad eran de $133,969 y los ingresos medios por familia eran $147,050. Los hombres tenían unos ingresos medios de $100,000 frente a los $47,188 para las mujeres. La renta per cápita para la localidad era de $63,988. Alrededor del 1.87% de la población estaban por debajo del umbral de pobreza.